# Polska Organizacja Narodowa
Polska Organizacja Narodowa (PON) – organizacja lewicy niepodległościowej działająca w 1914 roku na okupowanej przez państwa centralne części Królestwa Polskiego.
Polska Organizacja Narodowa została utworzona 5 września 1914 w Kielcach przez Józefa Piłsudskiego, dążącego do utrzymania niezależnej od NKN (stojącego na gruncie rozwiązania austro-polskiego) organizacji politycznej w Królestwie. Kontynuowała działalność zlikwidowanych przez Austriaków komisariatów Rządu Narodowego. Jej charakter określono w jej deklaracji ideowej:"Obok organizacji wojskowej i niezależnie od niej, lecz w ścisłym z nią zjednoczeniu zamiarów, powstała na gruncie Królestwa Polskiego organizacja cywilna jako oparcie dla naszej akcji zbrojnej, a zarazem zawiązek samoistnego ustroju polskiego narodu" Jak z tego widać głównym zadaniem PON pozostawała akcja werbunkowa do oddziałów Piłsudskiego i powiązana z nią akcja agitacyjna i propagandowa. Dzięki poparciu 9 armii niemieckiej z którą zawarto umowę – PON mogła prowadzić działalność na terenach okupowanych przez Niemców. W propagandzie NKN i PON identyczny był negatywny punkt widzenia – Rosja, rządy carskie, moskalofile królewiacka organizacja nie popierała jednak programu austro-polskiego. Stąd zarówno w prasie jak i drukach ulotnych PON jako stały element występowało podkreślanie konieczności utrzymania samodzielności politycznej i niezależności od zaborców.
Wobec stwierdzonej w pierwszych miesiącach wojny słabości wpływów ugrupowań irredenty antyrosyjskiej PON jako główne zadanie traktowała stworzenie własnej bazy politycznej. W intencjach organizatorów PON miała stanowić królewiacki odpowiednik NKN. W praktyce grupowała jednak działaczy w okresie przedwojennym związanych już z ugrupowaniami irredenty antyrosyjskiej, przede wszystkim PPS i NZR. Na okupowanych przez państwa centralne terenach Królestwa stworzono sieć komisariatów. Na czele organizacji stała początkowo Komisja Organizacyjna PON przekształcona w Komendę Naczelną PON na której czele stanął Michał Sokolnicki jako Komisarz Główny PON. Praca Komendy została podzielona na trzy działy: organizacyjny kierowany przez Sekretarza PON Ksawerego Praussa, agitacyjny na czele z Leonem Wasilewskim i finansowy z Aleksandrem Malinowskim. Jednocześnie utworzono Radę PON do której weszli: Michał Sokolnicki, Wacław Tokarz, Ksawery Prauss, Leon Wasilewski, Aleksander Malinowski, Feliks Perl, Jan Wigura, Witold Jodko-Narkiewicz, Iza Moszczeńska, Stanisław Siedlecki, Marian Głuchowski, Karol Wodzinowski, Piotr Górecki i Zygmunt Szymanowski. Komendzie Naczelnej PON podlegały komisariaty miast i powiatów. Zaplecze kadrowe  stanowiło 45 Komisarzy PON i 300 członków organizacji wspieranych przez około 500 sympatyków. Organy prasowe stanowiły pisma: "Ruch", "Legionista Polski", "Wici" i "Do Broni".
Po niepowodzeniach wojsk państw centralnych późną jesienią nastąpiło przez nie oddanie wojskom rosyjskim większości zdobytych latem terenów Królestwa Polskiego. W rezultacie PON zmuszona była do ewakuacji z Kongresówki. W ostatnim okresie działalności agendy Komisariatu Naczelnego  w który przekształciła się Komenda Naczelna znalazły się we Frysztacie na Śląsku Cieszyński. Zajmowały się one głównie organizowaniem pomocy dla członków organizacji ewakuowanych z Królestwa. Ostatecznie na zjeździe PON w Wiedniu (29-30 XI 1914) postanowiono wobec niemożności kontynuowanie poprzedniej działalności na wejście do Naczelnego Komitetu Narodowego. Większość działaczy PON działała następnie w ramach prowadzonej od początku 1915 na terenach Kongresówki przez Departament Wojskowy NKN akcji werbunkowej do Legionów Polskich.